# 曼特纳赫
曼特纳赫（德语、法语、卢森堡语：Manternach）是卢森堡东部的一个市镇和小镇，属于格雷文马赫县。 
曼特纳赫火车站可以直达卢森堡城的卢森堡车站与瓦瑟比利希。 

## 图片库

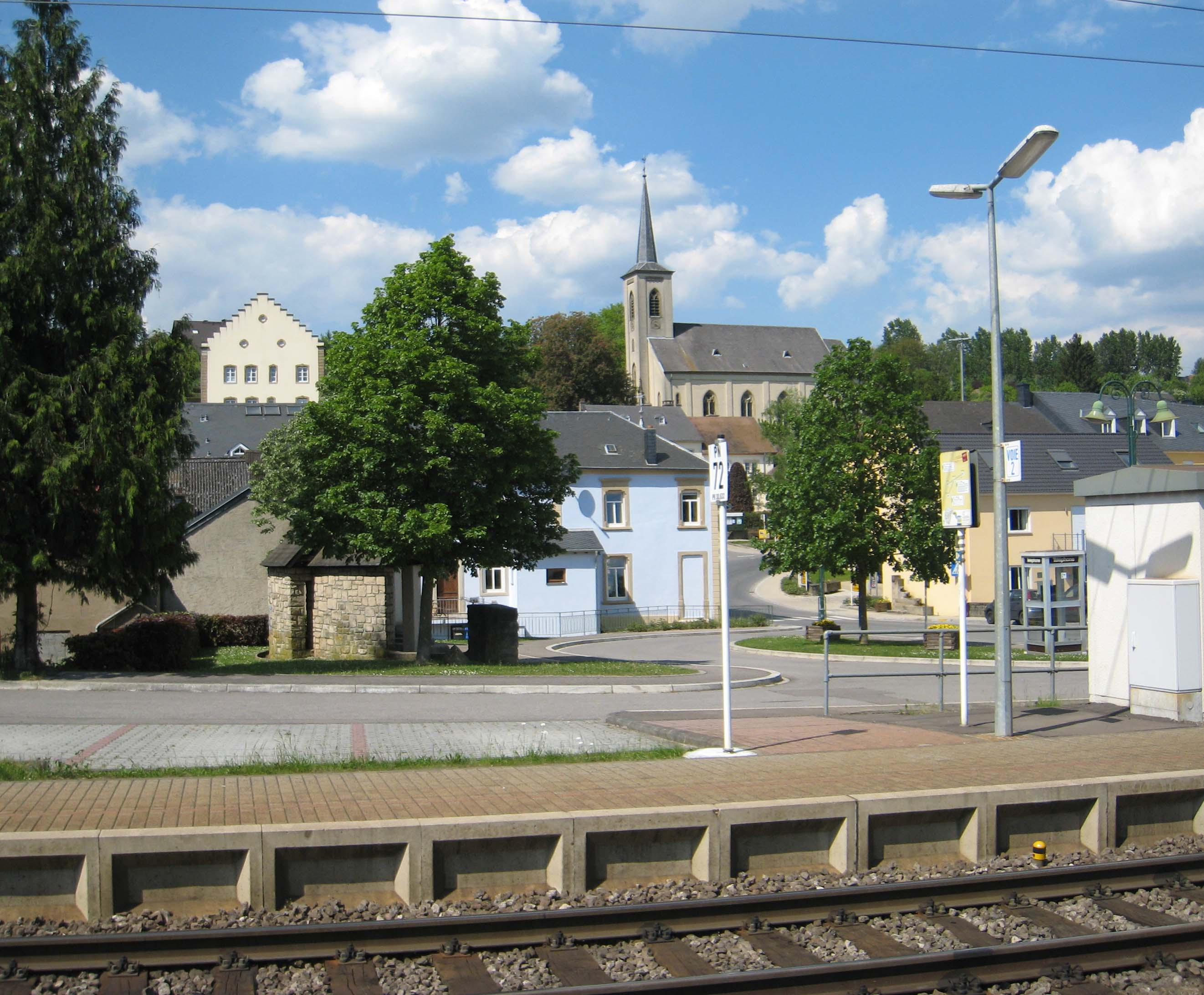
从火车站望向曼特纳赫